# 7372 Emimar
7372 Emimar (tên chỉ định: 1979 HH) là một tiểu hành tinh vành đai chính. Nó được phát hiện bởi Juan Carlos Muzzio ở Đài thiên văn Cerro Tololo ở Chile, ngày 19 tháng 4 năm 1979. Nó được đặt theo tên hai nhà khoa học Argentine là María Emilia và Marina.